# 裴氏
裴（はい）は、漢姓の一つ。

## 中国
裴（ペイ）は、中華圏の姓の一つで、『百家姓』の197番目。

### 分布
2020年の中華人民共和国の統計では人数順の上位100姓に入っておらず、主に山西省の黄河以東の夏県一帯に分布している。台湾の2018年の統計では156番目に多い姓で、3,760人がいる。
その中の一支族が河南省武陟県大虹橋村に分布しており、明代以降の族譜が流伝している。

### 由来
中世に於ける著名な門閥貴族の中の一つであり、山西省聞喜県を本貫としている。
その始祖に擬せられるのは、秦の始祖である非子の後裔である。非子の支孫は𨛬（上が非で下が邑の字体）郷に封ぜられ、よってそれを氏姓とした。周の僖王の代、六世の孫である陵が封じられて解邑君となった。そこで、𨛬から「邑」の部首を除いて「衣」に従い、「裴」を姓とするようになった。
後に裴氏は支族が三分し、河東・燕京・西涼等の土地に分かれた。しかしながら、その譜系の源流を考えると、皆聞喜の裴氏に出ている。故に「天下に二裴なし」という言葉ができた。
裴氏一族は往古より以来、三晋の望族となり、なおかつ中国の歴史上でその名望明らかな名門貴族となった。裴氏一族は「秦漢より以来、六朝を経て盛んとなり、隋唐に至って全盛を迎えた。五代以後も、なお余勢を存していた。」
裴氏一族は、貴顕となったものが絶えず、正史に立伝或いは附載された者が、600名余を数えた。名を後世に残した者は、1,000名余を下らない。七品以上の官人は、3,000名余に達した。その『裴氏世譜』の統計に拠れば、裴氏一族で歴史上に於いて、嘗て前後して宰相59名、大将軍59名、中書侍郎14名、尚書55名、侍郎44名、常侍11名、御史10名、節度使・観察使・防禦使25名、刺史211名、太守77名、封爵された者では、公爵89名、侯爵33名、伯爵11名、子爵18名、男爵13名、宗室と婚姻を結んだ者が皇后3名、太子妃4名、王妃2名、駙馬21名、公主20名等に及び、真に「将相は接武し、公侯の一門たり」と謂うべき様であった。中国の「宰相村」の名は、この状況によって得られたものである。

### 著名な人物
- 裴秀 - 西晋の政治家
- 裴楷（中国語版） - 西晋の官僚
- 裴松之 - 東晋から宋にかけての政治家。『三国志』の注を書いた
- 裴鏡民（中国語版） - 北周から隋にかけての人物。殷令名によって碑を揮毫された。
- 裴世清 - 隋の人物。煬帝の使者として倭を訪れた。
- 裴寂 - 隋・唐の官僚
- 裴矩 - 隋・唐の官僚
- 裴炎 - 唐の宰相
- 裴度 - 唐の宰相
- 裴休 - 唐の宰相
- 裴文中 - 中華人民共和国の考古学者、生物学者

### 架空の人物
- 裴元紹 - 『三国志演義』の登場人物。
- 裴宣 - 『水滸伝』の登場人物。

## 朝鮮
朝鮮では異体字の「裵」が使われる。

## ベトナム
裴（ブイ）は、ベトナムで9番目に多い姓であり、人口の2%を占める。

### 著名な人物
- 裴氏春（ブイ・チ・スアン） - 西山朝の女性武将。
- ブイ・リエム（裴清廉） - 宇宙飛行士。
- ブイ・トゥオン・フォン（英語版）（裴祥風） - アメリカ合衆国のCG研究者。Phongの反射モデルやフォンシェーディングの考案者。